# Hoàng Quang Hàm
Hoàng Quang Hàm (sinh ngày 3 tháng 5 năm 1970) là một chính trị gia người Việt Nam. Ông hiện là đại biểu Quốc hội Việt Nam khóa XIV nhiệm kì 2016-2021, thuộc đoàn đại biểu Quốc hội tỉnh Phú Thọ, Phó chủ nhiệm Ủy ban Tài chính - Ngân sách của Quốc hội, Phó Chủ tịch Nhóm nghị sĩ hữu nghị Việt Nam - Iran (đại biểu chuyên trách trung ương). Ông lần đầu được trung ương giới thiệu ứng cử và đã trúng cử đại biểu Quốc hội năm 2016 ở đơn vị bầu cử số 3, tỉnh Phú Thọ gồm có các huyện: Thanh Ba, Hạ Hòa, Cẩm Khê. 
.

## Xuất thân
Hoàng Quang Hàm quê quán ở xã Bình Phú, huyện Phù Ninh, tỉnh Phú Thọ.
Ông hiện cư trú ở phòng 0124, chung cư Hòa Phát, số 257 đường Giải Phóng, phường Phương Mai, quận Đống Đa, thành phố Hà Nội.

## Giáo dục
- Giáo dục phổ thông: 12/12
- Trường Đại học Tài chính - Kế toán Hà Nội (chuyên ngành Kế toán)
- Tiến sĩ kinh tế
- Cao cấp lí luận chính trị

## Sự nghiệp
Ông gia nhập Đảng Cộng sản Việt Nam vào ngày 1/9/2000.
từ năm 1996 đến tháng 7 năm 2016 ông làm việc tại kiểm toán nhà nước. Ông đã trải qua nhiều vị trí công tác từ phó trưởng phòng đến trưởng phòng của kiểm toán ngân sách thuộc kiểm toán nhà nước trung ương; phó kiểm toán trưởng rồi kiểm toán trưởng (tương đương vụ trưởng) kiểm toán nhà nước khu vực 7 (trụ sở tại yên bái, thực hiện kiểm toán các tỉnh tây bắc); từ tháng 3/2015 đến tháng 7/2016 ông là vụ trưởng vụ chế độ và kiểm soát chất lượng của kiểm toán nhà nước.
Khi lần đầu được trung ương giới thiệu ứng cử đại biểu Quốc hội Việt Nam khóa XIV vào tháng 5 năm 2016 ông đang là Vụ trưởng Vụ Chế độ và Kiểm soát chất lượng kiểm toán, Kiểm toán Nhà nước, Đảng ủy viên Đảng bộ
Kiểm toán Nhà nước, Bí thư Chi bộ Vụ, làm việc ở Vụ Chế độ và Kiểm soát chất lượng kiểm toán, Cơ quan Kiểm toán nhà nước, có bằng cao cấp lí luận chính trị.
Ông đã trúng cử đại biểu Quốc hội năm 2016 ở đơn vị bầu cử số 3, tỉnh Phú Thọ gồm có các huyện: Thanh Ba, Hạ Hòa, Cẩm Khê, được 201.604 phiếu, đạt tỷ lệ 75,16% số phiếu hợp lệ.
Ngày 1 tháng 8 năm 2016, tại Hà Nội, Kiểm toán Nhà nước Việt Nam đã tổ chức Lễ công bố Quyết định thuyên chuyển và chia tay ông Hoàng Quang Hàm - nguyên Vụ trưởng Vụ Chế độ và Kiểm soát chất lượng kiểm toán, đi nhận nhiệm vụ mới tại Ủy ban Tài chính-Ngân sách của Quốc hội. ông là ủy viên thường trực ủy ban tài chính ngân sách của quốc hội. Từ 01/8/2020 ông là phó chủ nhiệm ủy ban tài chính ngân sách của quốc hội
Ông hiện là Phó chủ nhiệm Ủy ban Tài chính - Ngân sách của Quốc hội, Phó Chủ tịch Nhóm nghị sĩ hữu nghị Việt Nam - Iran (đại biểu chuyên trách trung ương).
Ông đang làm việc ở Ủy ban Tài chính-Ngân sách của Quốc hội.

## Đại biểu Quốc hội Việt Nam khóa XIV nhiệm kì 2016-2021
ông được đánh giá là người thẳng thắn, có chuyên môn sâu và có nhiều phát biểu chất lượng về kinh tế, tài chính, ngân sách.
Sáng 31 tháng 10 năm 2017, ở hội trường Quốc hội, ông nêu vấn đề mức tăng trưởng thống kê những năm gần đây không hợp lý, lên xuống đột ngột giữa các quý, không theo logic thông thường; ngân sách trung ương nhiều năm không có thặng dư trả nợ, nguồn trả nợ từ vay mới, nợ chồng lên nợ.

### Phát biểu
- Đối đáp với phần trả lời của Bộ trưởng Nguyễn Văn Thể về vấn đề BOT, ông Hàm tranh luận: "Bộ trưởng nói giải quyết vấn đề BOT đứng trên lợi ích của người dân. Tôi thì tôi không thấy thế. Bởi 17 dự án đặt sai vị trí, 3 dự án không đi phải trả tiền, 6 dự án không đi đường tránh cũng trả tiền, không đi cao tốc cũng trả tiền...[5]